# Chondropodiella clethrincola
Chondropodiella clethrincola är en svampart som först beskrevs av Job Bicknell Ellis, och fick sitt nu gällande namn av Franz Xaver von Höhnel 1917. Chondropodiella clethrincola ingår i släktet Chondropodiella och familjen Helotiaceae.   Inga underarter finns listade i Catalogue of Life.